# La última primavera (película de 2014)
La última primavera (en hangul: 봄; RR: Bom; título internacional: Late Spring) es una película surcoreana de 2014 dirigida por Cho Geun-hyun y protagonizada por Park Yong-woo, Kim Seo-hyung y Lee Yoo-young.

## Sinopsis
Un genio escultor Joon-goo (Park Yong-woo) sufre una parálisis muscular progresiva y pierde el sentido de la vida después de la guerra de Corea. Su mujer (Kim Seo-hyung) que se dedica a su amado esposo, va en busca de una modelo (Lee Yoo-young) para animarlo a volver al trabajo.

## Reparto
- Park Yong-woo como Joon-goo.
- Kim Seo-hyung como Jung-sook.
- Lee Yoo-young como Min-kyung.
- Joo Young-ho como Geun-soo.
- Kim Su-an como Song-yi.
- Bae Soo-bin como Ray Ban (cameo).
- Yoon Ye-hee como mujer de Gyeongsan.
- Ahn Soo-bin como Hyang-sook.
- Lim Seul-ong como joven en bicicleta (cameo).
- Jin Goo como policía (cameo).
- Han Hye-jin como misionera (cameo).

## Estreno y taquilla
La última primavera se exhibió en numerosos festivales durante 2014. Su estreno mundial fue en el 29.º Festival Internacional de Cine de Santa Bárbara el 20 de febrero. En abril fue al 23.º Festival Internacional de Cine de Arizona, en mayo a la 14.ª edición del MIFF (donde compitió en ocho categorías y obtuvo dos premios), y después a los festivales de Dallas y Madrid.
La película se estrenó en sala en Corea del Sur el 20 de noviembre de 2014. Se proyectó en 112 salas para 14.780 espectadores, con una recaudación de 95.074 dólares.

## Recepción
William Schwartz (HanCinema) la describe como «una elegía agridulce al concepto abstracto del arte», pues si los protagonistas pueden sentir alegría por estar juntos y apreciar el valor del arte, es solo debido a la miserable condición de ambos. También resalta la labor de los intérpretes, en particular la de Lee Yoo-young: «excelente actuación como la tímida y joven musa».

## Premios y nominaciones
| Año  | Premio                                         | Categoría                                        | Candidato           | Resultado | Ref.         |
| ---- | ---------------------------------------------- | ------------------------------------------------ | ------------------- | --------- | ------------ |
| 2014 | 23.º Festival Internacional de Cine de Arizona | Mejor película extranjera                        | La última primavera | Ganadora  | [ 7 ]        |
| 2014 | 14.º Festival Internacional de Cine de Milán   | Mejor director                                   | Cho Geun-hyun       | Nominado  | [ 1 ] [ 8 ]  |
| 2014 | 14.º Festival Internacional de Cine de Milán   | Mejor actriz                                     | Lee Yoo-young       | Ganadora  | [ 1 ] [ 8 ]  |
| 2014 | 14.º Festival Internacional de Cine de Milán   | Mejor actor secundario                           | Park Yong-woo       | Nominado  | [ 1 ] [ 8 ]  |
| 2014 | 14.º Festival Internacional de Cine de Milán   | Mejor actriz                                     | Kim Seo-hyung       | Nominada  | [ 1 ] [ 8 ]  |
| 2014 | 14.º Festival Internacional de Cine de Milán   | Mejor guion                                      | Cho Geun-hyun       | Nominado  | [ 1 ] [ 8 ]  |
| 2014 | 14.º Festival Internacional de Cine de Milán   | Mejor fotografía                                 | Kim Jung-won        | Ganador   | [ 1 ] [ 8 ]  |
| 2014 | 14.º Festival Internacional de Cine de Milán   | Mejor música                                     | Lee Seung-yup       | Nominado  | [ 1 ] [ 8 ]  |
| 2014 | 14.º Festival Internacional de Cine de Milán   | Mejor diseño de producción                       | Yoo Young-Jong      | Nominado  |              |
| 2014 | 13.º Festival de Cine Asiático de Dallas       | Mejor película narrativa asiática                | La última primavera | Ganadora  | [ 7 ]        |
| 2014 | 13.º Festival de Cine Asiático de Dallas       | Mejor fotografía                                 | Kim Jung-won        | Ganador   | [ 7 ]        |
| 2014 | Festival Internacional de Cine de Madrid       | Mejor película extranjera                        | La última primavera | Ganadora  | [ 9 ] [ 10 ] |
| 2014 | Festival Internacional de Cine de Madrid       | Mejor actriz protagonista en película extranjera | Kim Seo-hyung       | Ganadora  | [ 9 ] [ 10 ] |
| 2014 | Festival Internacional de Cine de Madrid       | Mejor productor en película extranjera           | Shin Yang-jung      | Nominado  | [ 9 ] [ 10 ] |
| 2015 | 6.º Premios de Cine KOFRA                      | Mejor actriz revelación                          | Lee Yoo-young       | Ganadora  | [ 11 ]       |
| 2015 | 2.º Premios de Cine Wildflower                 | Mejor actriz revelación                          | Lee Yoo-young       | Nominada  | [ 12 ]       |
| 2015 | 24.º Premios de Cine Buil                      | Mejor actriz revelación                          | Lee Yoo-young       | Ganadora  | [ 13 ]       |
| 2015 | 52º Premios Grand Bell                         | Mejor actriz revelación                          | Lee Yoo-young       | Ganadora  | [ 14 ]       |
| 2015 | 52º Premios Grand Bell                         | Mejor director novel                             | Cho Geun-hyun       | Nominado  | [ 14 ]       |
| 2015 | 52º Premios Grand Bell                         | Mejor fotografía                                 | Kim Jung-won        | Nominado  | [ 14 ]       |